# Nacaphite
La nacaphite è un minerale.